# Peromyia imperatoria
Peromyia imperatoria är en tvåvingeart som beskrevs av Jaschhof 2001. Peromyia imperatoria ingår i släktet Peromyia och familjen gallmyggor. Inga underarter finns listade i Catalogue of Life.